# Kim Jong-nam
 Denne artikel omhandler Kim Jong-uns afdøde halvbror. For formanden for parlamentet, se Kim Yong-nam.
Kim Jong-nam (Hangul: 김정남; Hanja: 金正男, 10. juni 1970 - 13. februar 2017) var den ældste søn af den afdøde Kim Jong-il, tidligere leder af Nordkorea. Jong-nam var tidligere blandt de mest indflydelsesrige i Nordkorea, hvor han som den ældste søn var udset til at tage over efter Nordkoreas tidligere leder Kim Jong-il. Han faldt dog angiveligt i unåde, efter han i 2001 forsøgte at rejse ind i Japan på et forfalsket pas. Han forklarede dengang, at han ønskede at besøge Disneyland i Tokyo. Uvenskabet førte til, at han i 2003 kom i eksil, og hans halv-lillebror, Kim Jong-un, blev efterfølgende udnævnt til at overtage ledelsen fra sin far. Den 13. februar 2017 blev han udsat for et snigmord i den internationale lufthavn i Kuala Lumpur.